# Transactions of the American Mathematical Society
Les Transactions of the American Mathematical Society (en abrégé : Trans. Amer. Math. Soc.) sont une revue mathématique mensuelle éditée par l'American Mathematical Society (AMS) depuis 1900. Les articles doivent faire au moins 15 pages imprimées.

## Autres revues de l'AMS
Les Transactions font partie d'une série de publications périodiques de l'AMS, parmi lesquelles :
- Journal of the American Mathematical Society
- Memoirs of the American Mathematical Society
- Notices of the American Mathematical Society
- Proceedings of the American Mathematical Society

## Description
La revue est à évaluation par les pairs dite aveugle, en ce sens que les rapporteurs connaissent les noms des auteurs mais les auteurs ignorent les noms des rapporteurs. L'AMS dispose d'un ensemble de revues scientifiques ; elle réserve les Transactions aux articles longs, soit plus de 15 pages composées, et recommande de proposer les articles plus courts aux Proceedings.
Les anciens numéros des transactions, jusqu'au volume 366 de 2014, sont en libre accès. Les articles acceptés pour publication sont indiqués, au fur et à mesure, sur le site de la revue, avec un résumé en libre accès.
Les Transactions of the American Mathematical Society Series B sont une revue en libre accès  (ISSN 2330-0000) dans le modèle « gold » où les lecteurs ont un accès gratuit et les auteurs (ou leurs institutions) paient la publication. Cette série existe depuis 2014. Alors que les Transactions sont à la fois imprimés et disponibles sur Internet, la série B est publiée sous forme électronique seulement. Les critères de soumission et de publication sont les mêmes, et le comité de rédaction est le même pour les deux séries.

## Indexation et résumés
La revue est indexée, et des résumés sont publiés, dans les bases de données usuelles, et notamment MathSciNet Zentralblatt MATH, Science Citation Index, Science Citation Index—Expanded, ISI Alerting Services, CompuMath Citation Index, et Current Contents, Physical, Chemical & Earth Sciences.
En 2018, le SCImago Journal Rank donne, pour la revue, un facteur d'impact de 2,18. À titre d'indication, le volume 370, de 2018, comporte plus de 9000 pages.